# Paus Leo XI
Paus Leo XI, geboren als Alessandro Ottaviano de' Medici (Florence, 2 juni 1535 – Rome, 27 april 1605) was de 232ste paus, van 1 april 1605 tot 27 april 1605.
Hij werd geboren op 2 juni 1535 te Florence als Alessandro Ottaviano de' Medici. Zijn vader was Ottaviano de' Medici (14 juli 1482 - 28 mei 1546), van een minder dominante tak van de Medici-familie. Zijn moeder daarentegen was Francesca Salviati, een kleindochter van Lorenzo de' Medici Il Magnifico, een nicht van paus Leo X en tante van Cosimo I de' Medici, groothertog van Toscane.
Alessandro Ottaviano de' Medici was priester en daarom door groothertog Cosimo I als ambassadeur naar paus Pius V gezonden. Hij verbleef 15 jaar in Rome. In 1573 maakte paus Gregorius XIII hem bisschop van Pistoia en vervolgens aartsbisschop van Florence in 1574. Hij werd benoemd tot kardinaal in 1583. Als kardinaal had hij onder meer de titelkerken van Albano (1600-1602) en Palestrina (1602-1605).
Op verzoek van paus Clemens VIII verbleef hij rond 1600 in Frankrijk, waar Maria de' Medici koningin was.
Hij werd in 1605 tot paus gekozen en nam de naam van Leo XI aan. Toen hij tijdens het aantrekken van de pauselijke gewaden het Scapulier van Onze Lieve Vrouw van de berg Karmel dat hij onder zijn kleding droeg moest afdoen zei hij tegen de mensen die hem hielpen: "Laat mij Maria houden, opdat Maria mij niet in de steek laat".
Paus Leo XI overleed te Rome op 27 april 1605 en was een van de kortst regerende pausen, 27 dagen.